# Hofkammer Innsbruck
Die Hofkammer Innsbruck war eine Hofkammer der Habsburger in Innsbruck. Sie ist nicht zu verwechseln mit der Raitkammer Innsbruck.
Die Hofkammer wurde von Maximilian 1498 in Innsbruck gegründet, um die Finanzen der österreichischen Lande und Vorderösterreich, zentral zu verwalten. Direkt der Hofkammer unterstellt waren später unter anderem auch die Kameralherrschaften der Breisgauer Landstände.